# ATS 1
ATS 1 (Applications Technology Satellite 1) fue un satélite artificial estadounidense dedicado a probar nuevas tecnologías. Fue lanzado el 7 de diciembre de 1966 y durante sus 18 años de vida el satélite probó técnicas de estabilización mediante giro, investigó el ambiente geoestacionario y realizó varios experimentos de comunicaciones. Mediante el experimento de VHF comprobó la posibilidad de actuar como enlace entre estaciones de tierra y aeronaves, demostró la obtención de datos meteorológicos desde terminales remotos y evaluó la posibilidad de utilizar señales VHF como método de navegación.
ATS 1 transmitió programas educativos y proporcionó servicios sanitarios, de investigación y comunitarios a los Estados Unidos y varias islas del océano Pacífico, incluyendo la isla Cook, Mariana, las islas Marshall, islas Carolinas, Samoa, Melanesia, Nueva Zelanda y Australia. El satélite también proporcionó las primeras imágenes completas de la cubierta de nubes de la Tierra.
El satélite estaba estabilizado mediante giro y tenía una estructura de aluminio recubierta de células solares que proporcionaban 180 vatios de potencia. Llevaba baterías de níquel-cadmio con una capacidad de 12 amperios-hora, un sistema de mantenimiento de la posición mediante hidracina, dos sensores solares y dos acelerómetros. La carga útil incluía detectores de iones, espectrómetros, una cámara, un experimento de comunicaciones en banda C (usado para las emisiones internacionales de televisión) y un sistema de comunicaciones mediante VHF.